# Piraten-Open-Air

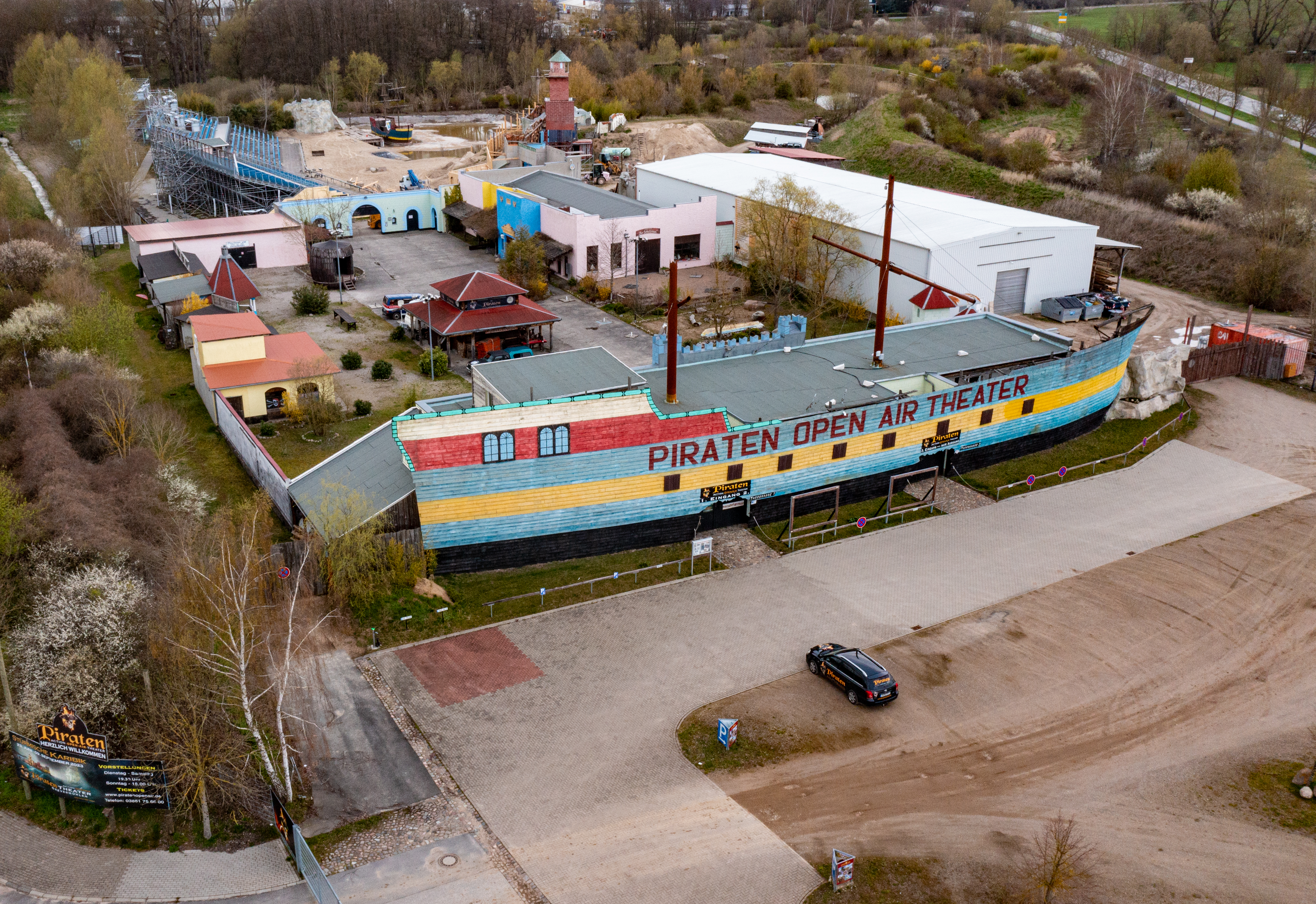
Das Eingangsschiff „Hispaniola“ und Gelände des Piraten-Open-Air-Theaters Grevesmühlen

Das Piraten Open Air ist eine Theaterveranstaltung, die überwiegend von Ende Juni bis Anfang September in Grevesmühlen stattfindet und zu den erfolgreichsten Freilichttheaterproduktionen in Mecklenburg-Vorpommern gehört.

## Geschichte
Mehr als 13 Jahre war das mobile Piraten-Open-Air-Theater in Deutschland, Europa und Übersee unterwegs gewesen, als es erstmals 2005 mit festem Spielort in Grevesmühlen Station machte. Nach dem Erfolg wurde es hier sesshaft und war zuerst am Ploggensee mit festem Theater ansässig, bevor 2007 ein neues und größeres Freilufttheater direkt an der Schweriner Landstraße auf einem sieben Hektar großen Areal errichtet wurde. Die Bühne verfügt über eine Spielfläche von 9.000 m².
Traditionell wird das Ensemble mit bekannten Stars verstärkt. So waren unter anderem Martin Semmelrogge, Dustin Semmelrogge, Joanna Semmelrogge, Rocco Stark, Peter Bond, Katy Karrenbauer, Tanja Schumann, Anouschka Renzi, Felix von Jascheroff sowie Klaus Tilsner auf der Freilichtbühne des Piraten-Open-Air zu sehen.
Aufgrund der COVID-19-Pandemie in Deutschland und wegen der damit einhergehenden Beschlüsse zu Großveranstaltungen entschied die Theaterleitung am 16. April 2020, die bevorstehende 16. Spielzeit um ein Jahr zu verschieben. Am 12. Mai 2021 wurde die Spielzeit erneut verschoben; sie begann am 23. Juli 2021 und endete am 18. September 2021.
Intendant des Theaters ist seit 2005 Peter Venzmer.

### Mitwirkende (Auswahl)
| Darsteller           | Rolle(n)                                                                                                 | In den Jahren                                  |
| -------------------- | --- | ---------------------------------------------- |
| Benjamin Kernen      | diverse, Israel Hands, Capt’n Joshua Flint                                                               | 2006–2019, 2021–2024                           |
| Stefanie Darnesa     | Angelina de Loreal, Felicitas, Nele van Straaten                                                         | 2018, 2021–2024                                |
| Monic Thiele         | diverse, Consuela, Lola van de Meerkatz, Doña Isidora, Felicitas, Emma van Straaten                      | 2007–2010, 2012–2019, 2024                     |
| Gero Bergmann        | Capt’n Flint, Professore Geronimus, Mancha Negra, Capt’n Blacky Adams                                    | 2005–2010, 2017–2019, 2021–2024                |
| Ray Kupper           | Loco, Capt’n Edward England, Melchior de la Vega alias Brazo de Plata, George Eugen Merry                | 2013, 2021–2024                                |
| Ron Kochanski        | diverse, Scully, William Glasspool                                                                       | 2007–2017, 2021–2024                           |
| Mario Eichendorf     | diverse, Don Calvados, Don Aleta Caudal, Major Sir Henry Knatter, Capt’n Charles Vane, Major Donner Beam | 2009–2019, 2021–2024                           |
| Marc Zabinski        | diverse, Don Cravallo, Don Cerda, Nim van den Anderen, Capitano Pietro Cabanossi                         | 2012–2016, 2018–2019, 2021–2024                |
| Ulrike Lehmann       | diverse, Mary Morales, Frau Gouverneur, Amazone, Morgan Adams                                            | 2017–2024                                      |
| Dustin Semmelrogge   | Israel Hands                                                                                             | 2012–2016, 2018–2019, 2021–2022                |
| Martin Semmelrogge   | Israel Hands, Sir Stede Bonnet, Dr. Sargo-Tan                                                            | 2010–2013                                      |
| Joanna Semmelrogge   | Doña Anna-Dolores von Kastilien                                                                          | 2012                                           |
| Anouschka Renzi      | Mary Read, Wakki Bakki                                                                                   | 2015, 2021                                     |
| Jörg Kleinau         | Capt’n Benjamin Hornigold, Donald Ochsfrogg                                                              | 2015 (Vertretung für Peter Bond), 2021         |
| Matthias Schlüter    | Don Caspar de la Cerda, Don Pedro de Culo, Lord Archibald Donald Ochsfrogg                               | 2017–2019                                      |
| Nina Witt            | Margarethe II., Anne Bonny                                                                               | 2017–2019                                      |
| Tanja Schumann       | Dolores Taff, Crispy Chicken                                                                             | 2015–2016                                      |
| Felix von Jascheroff | Israel Hands, Billy Bones                                                                                | 2015 (Vertretung für Dustin Semmelrogge), 2016 |
| Peter Bond           | Woodes Rogers, Capt’n Benjamin Hornigold                                                                 | 2013, 2015                                     |
| Katy Karrenbauer     | Capt’n C.C. Roberts                                                                                      | 2014                                           |
| Falk-Willy Wild      | Piet van Stuyvesant                                                                                      | 2014                                           |
| Rocco Stark          | Capt’n Jack Rackham, Don Alonso Emeraldo Serano                                                          | 2012, 2014                                     |
| Harald Wieczorek     | Gouverneur Archibald Meatloaf, Capt’n Bartholomew Roberts                                                | 2012–2013                                      |
| Ilian Simeonow       | diverse                                                                                                  | 2009–2011                                      |
| Tim Forssman         | Capitano Quallos, Billy Bones                                                                            | 2017–2019, 2021–2022                           |
| Alexander Rohmkopf   | diverse, Torro, Hans Verporten, Billy Bones                                                              | 2022–2024                                      |
| Bonnie Lenhart       | diverse, Amazone, Lolita                                                                                 | 2018–2022, 2024                                |
| Melanie Volosciuk    | diverse, Gerlinde Smörbred, Capt’n C.C. Roberts, Amazone, Gudrun Hilda Smörbred                          | 2014–2019, 2021–2022, 2024                     |
| Julian Hildebrandt   | O’Malley, Capitano Sanquineo                                                                             | 2021–2022                                      |
| Nelda Preller        | Felicitas                                                                                                | 2024                                           |
| Thom Nowotny         | der grobe Johann/Richter Paling, Chevalier de Brie                                                       | 2023–2024                                      |
| Lydia Fischer        | Anne Bonny                                                                                               | 2021–2024                                      |
| Michael Heuel        | Capt’n Charles Hunter, Long John Silver                                                                  | 2013–2016, 2018–2019, 2021                     |
| Alexander Zacharias  | diverse, Quadro, James, Toussant                                                                         | 2017–2019, 2021                                |
| Lilli Pennig         | diverse, Doña Carla Ramira, Maria Culo                                                                   | 2013, 2017–2018                                |
| Jens Haack           | Spike, Pew                                                                                               | 2013–2019                                      |
| Marc Clear           | Loco, Don Alfredo de Cervezas, Don Matthäo Grosso de Cravallo                                            | 2014, 2016–2017                                |
| Arne Nobel           | Ben Gunn                                                                                                 | 2012–2016                                      |
| Michael Kegel        | Commandante de Mercilla, Don Hernández Bolsa de Dinero, Sir Robert Circle                                | 2016, 2018–2019                                |
| Jerry Gerom          | diverse, Sargento Pepino, Sargento Pablo Conejo, Ned Low                                                 | 2012–2018                                      |
| Heiko Spieker        | Capt’n Bartholomew Roberts, Gouverneur                                                                   | 2021–2022                                      |

### Inhalt
Die Schatzinsel von Robert Louis Stevenson ist einer der bekanntesten Abenteuerromane und stand Pate für die Handlung des Theaters. Stevenson machte jeden seiner Helden in seinem Buch unsterblich, doch jede dieser Figuren hat eine Vorgeschichte und so werden in zehn Folgen bis zum Fund des Schatzes die schicksalhaften Begegnungen des Piraten Joshua Flint erzählt.

## Übersicht der Inszenierungen
| Spielzeit | Zyklus | Spielzeitraum                 | Inszenierung                     | Regie                           | Hauptdarsteller                 | Besucher                        |
| --------- | ------ | ----------------------------- | -------------------------------- | ------------------------------- | ------------------------------- | ------------------------------- |
| 1.        | I.     | 17. Juni – 28. August 2005    | Der Schatz der Piraten           | NN                              | NN                              | ca. 21.000                      |
| 2.        | I.     | 23. Juni – 10. September 2006 | Piraten, Freibeuter und Korsaren | Alfons Kujat                    | Gero Bergmann                   | –                               |
| 3.        | I.     | 22. Juni – 9. September 2007  | Die Falle der Spanier            | Alfons Kujat                    | Gero Bergmann                   | –                               |
| 4.        | I.     | 20. Juni – 7. September 2008  | Die Herren der Küste             | Alfons Kujat                    | Gero Bergmann                   | 37.132                          |
| 5.        | I.     | 19. Juni – 6. September 2009  | Im Auftrag der Krone             | Alfons Kujat                    | Gero Bergmann                   | –                               |
| 6.        | II.    | 18. Juni – 5. September 2010  | Piraten vor Cartagena            | Alfons Kujat                    | Gero Bergmann                   | ca. 50.000                      |
| 7.        | II.    | 24. Juni – 10. September 2011 | Die Hölle vor Maracaibo          | Alfons Kujat                    | Benjamin Kernen                 | ca. 50.000                      |
| 8.        | II.    | 22. Juni – 8. September 2012  | Ein Leben für die See            | Benjamin Kernen                 | Benjamin Kernen                 | 51.600                          |
| 9.        | II.    | 21. Juni – 7. September 2013  | Der alte Freibeuter              | Benjamin Kernen                 | Benjamin Kernen                 | 55.180                          |
| 10.       | II.    | 20. Juni – 6. September 2014  | Die Schatzinsel – Bone Island    | Benjamin Kernen                 | Benjamin Kernen                 | ca. 60.000                      |
| 11.       | III.   | 26. Juni – 5. September 2015  | Sturm über den Caymans           | Benjamin Kernen                 | Benjamin Kernen                 | ca. 60.000                      |
| 12.       | III.   | 24. Juni – 3. September 2016  | Das Geisterschiff                | Benjamin Kernen                 | Benjamin Kernen                 | 63.366                          |
| 13.       | III.   | 23. Juni – 2. September 2017  | Exekution in Cartagena           | Benjamin Kernen                 | Benjamin Kernen                 | ca. 60.000                      |
| 14.       | III.   | 22. Juni – 8. September 2018  | Spanish-Cuba                     | Benjamin Kernen                 | Benjamin Kernen                 | ca. 61.000                      |
| 15.       | III.   | 21. Juni – 31. August 2019    | Unter falscher Flagge            | Benjamin Kernen                 | Benjamin Kernen                 | ca. 60.000                      |
| 16.       | IV.    | 19. Juni – 5. September 2020  | Ein Königreich vor dem Wind      | Auf Grund von COVID-19 abgesagt | Auf Grund von COVID-19 abgesagt | Auf Grund von COVID-19 abgesagt |
| 16.       | IV.    | 23. Juli – 18. September 2021 | Ein Königreich vor dem Wind      | Benjamin Kernen                 | Benjamin Kernen                 | ca. 32.000                      |
| 17.       | IV.    | 24. Juni – 10. September 2022 | Das Geheimnis der Galeone        | Benjamin Kernen                 | Benjamin Kernen                 | –                               |
| 18.       | IV.    | 23. Juni – 9. September 2023  | Stürmische Karibik               | Benjamin Kernen                 | Benjamin Kernen                 |                                 |
| 19.       | IV.    | 21. Juni – 31. August 2024    | Mit Feuer, Schwert und Kruzifix  | Benjamin Kernen                 | Benjamin Kernen                 |                                 |
| 20.       | IV.    | 2025                          | Capt'n Joshua Flint              |                                 |                                 |                                 |

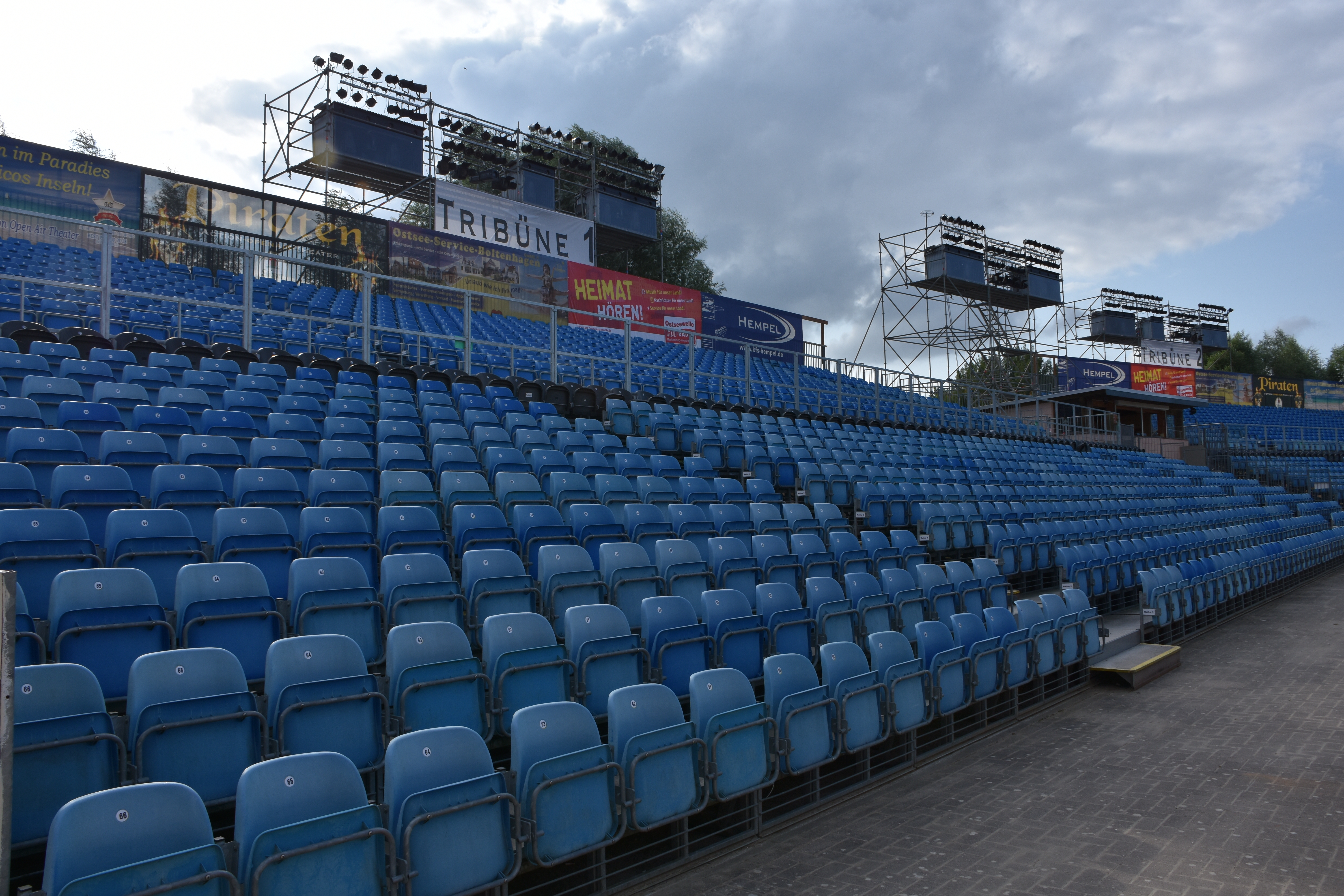
Zuschauertribüne des Piraten-Open-Airs, 2021
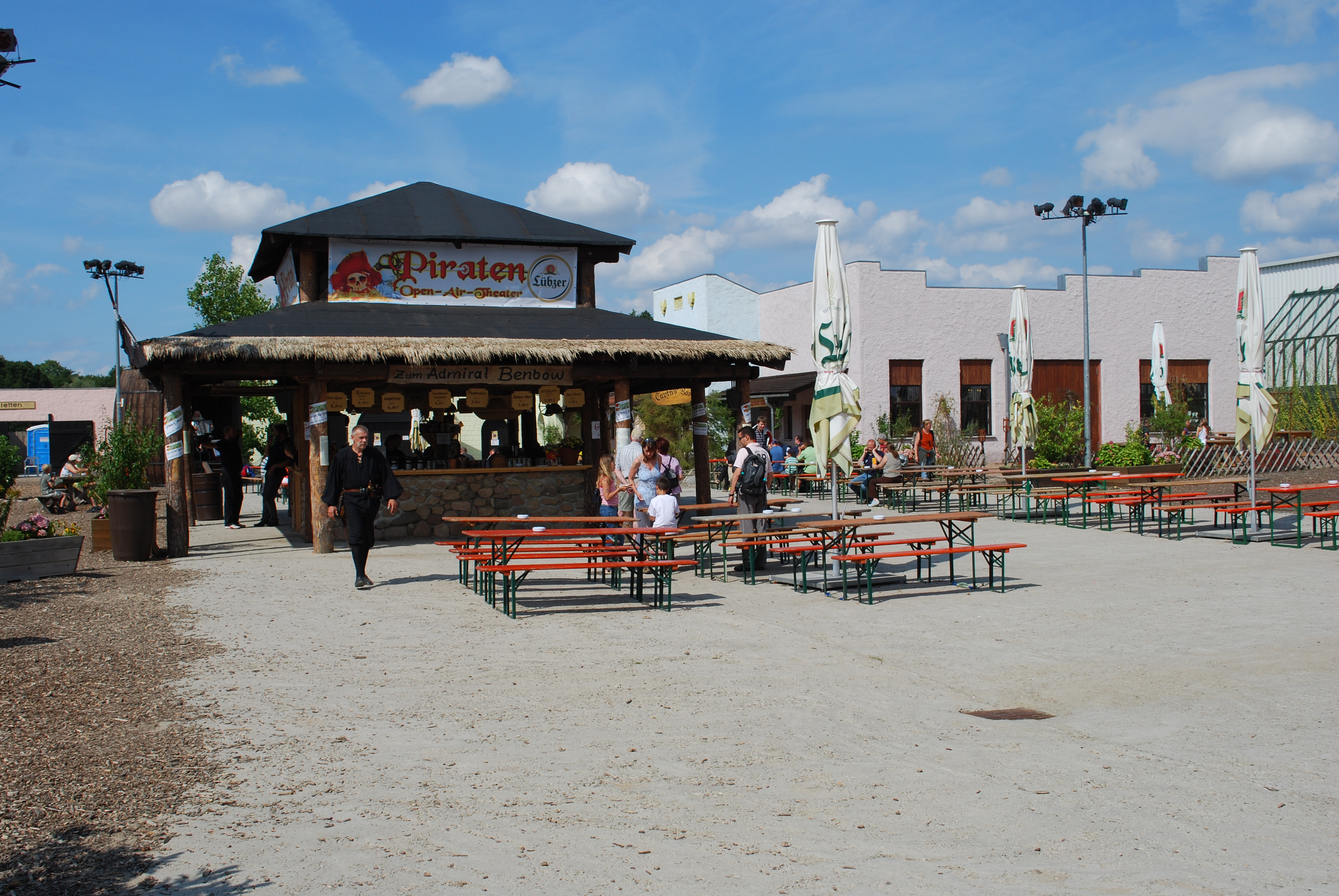
Marktplatz von Maracaibo
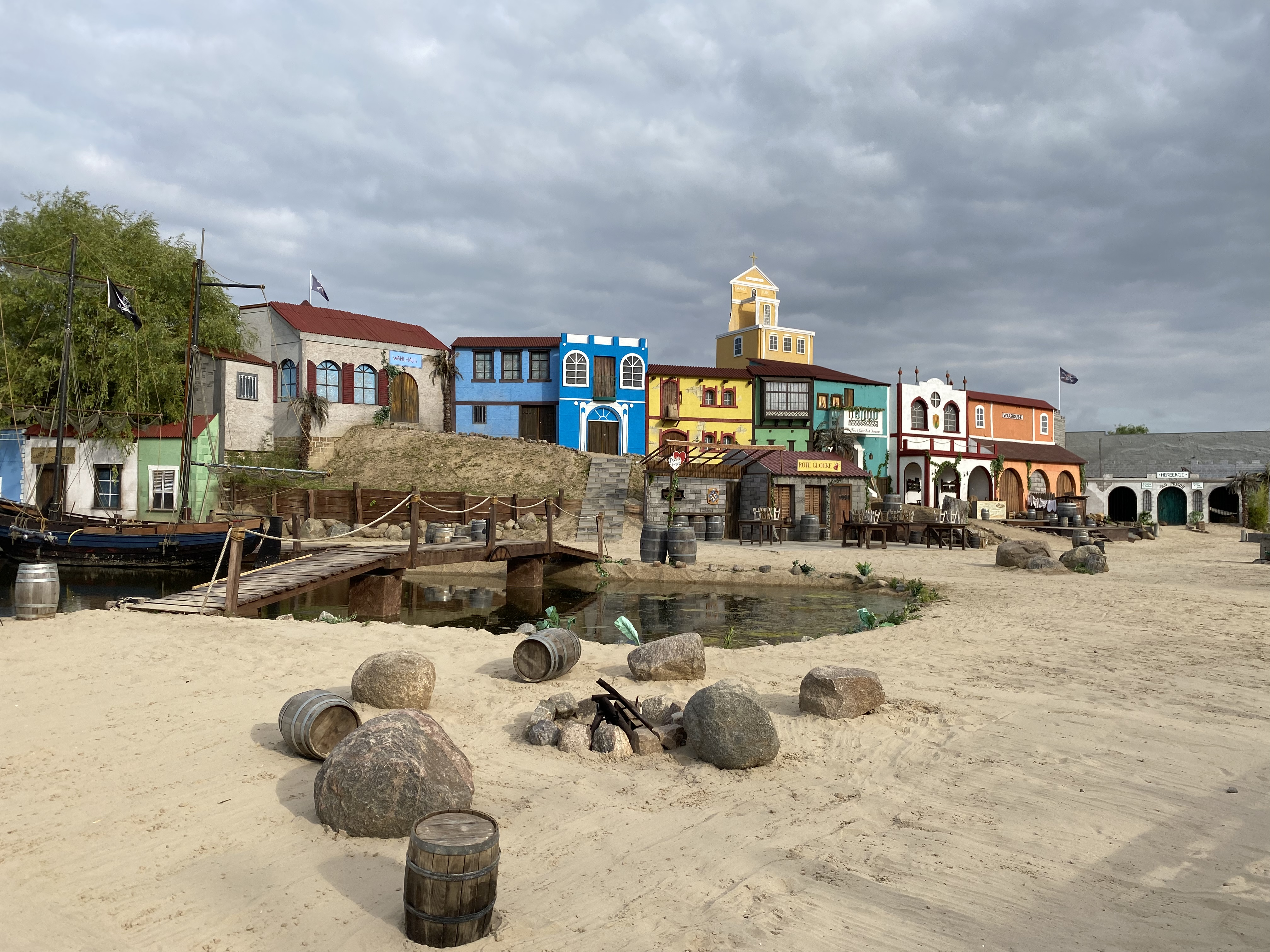
Kulisse des Piraten-Open-Air, 2021
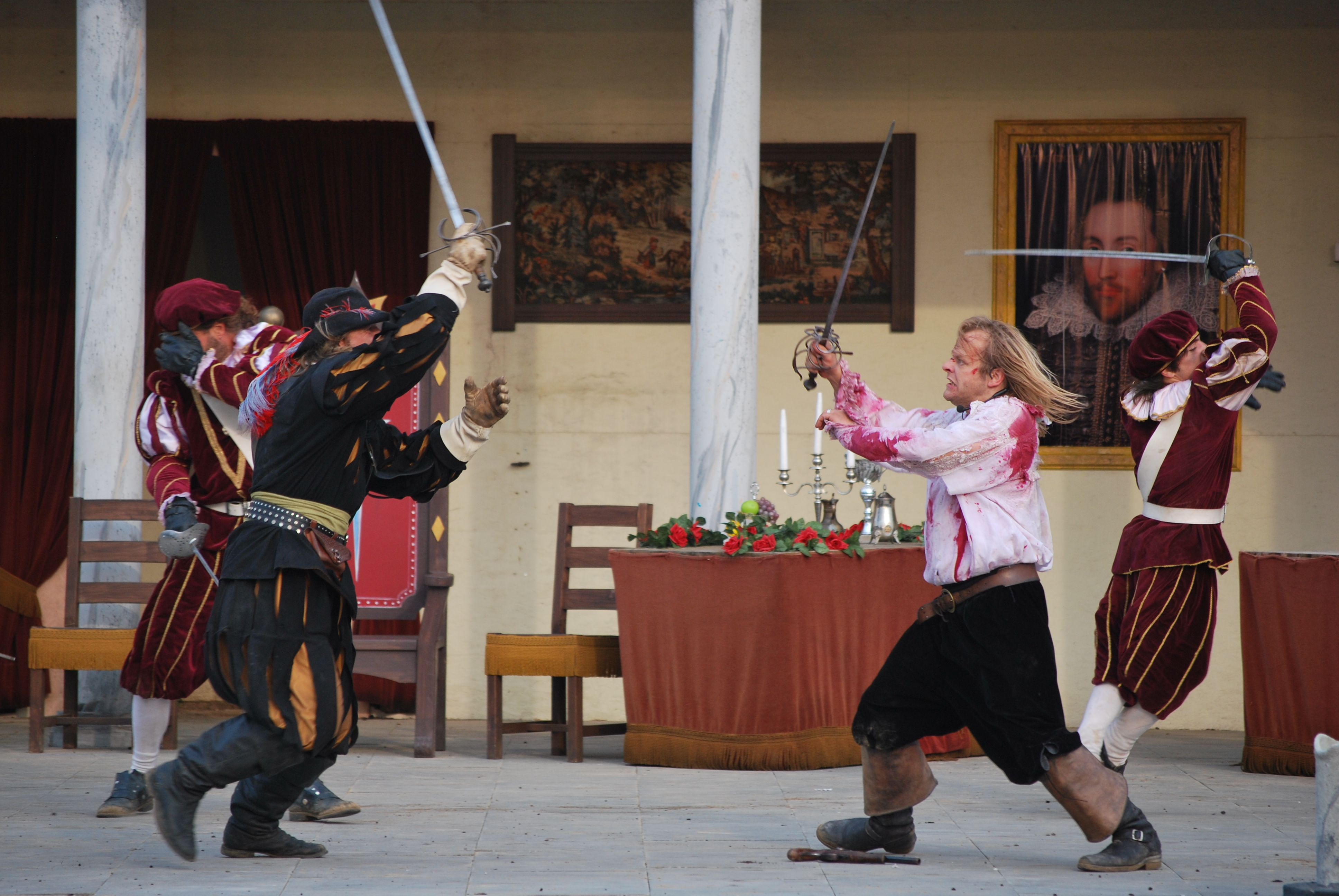
Kampfszene einer Aufführung
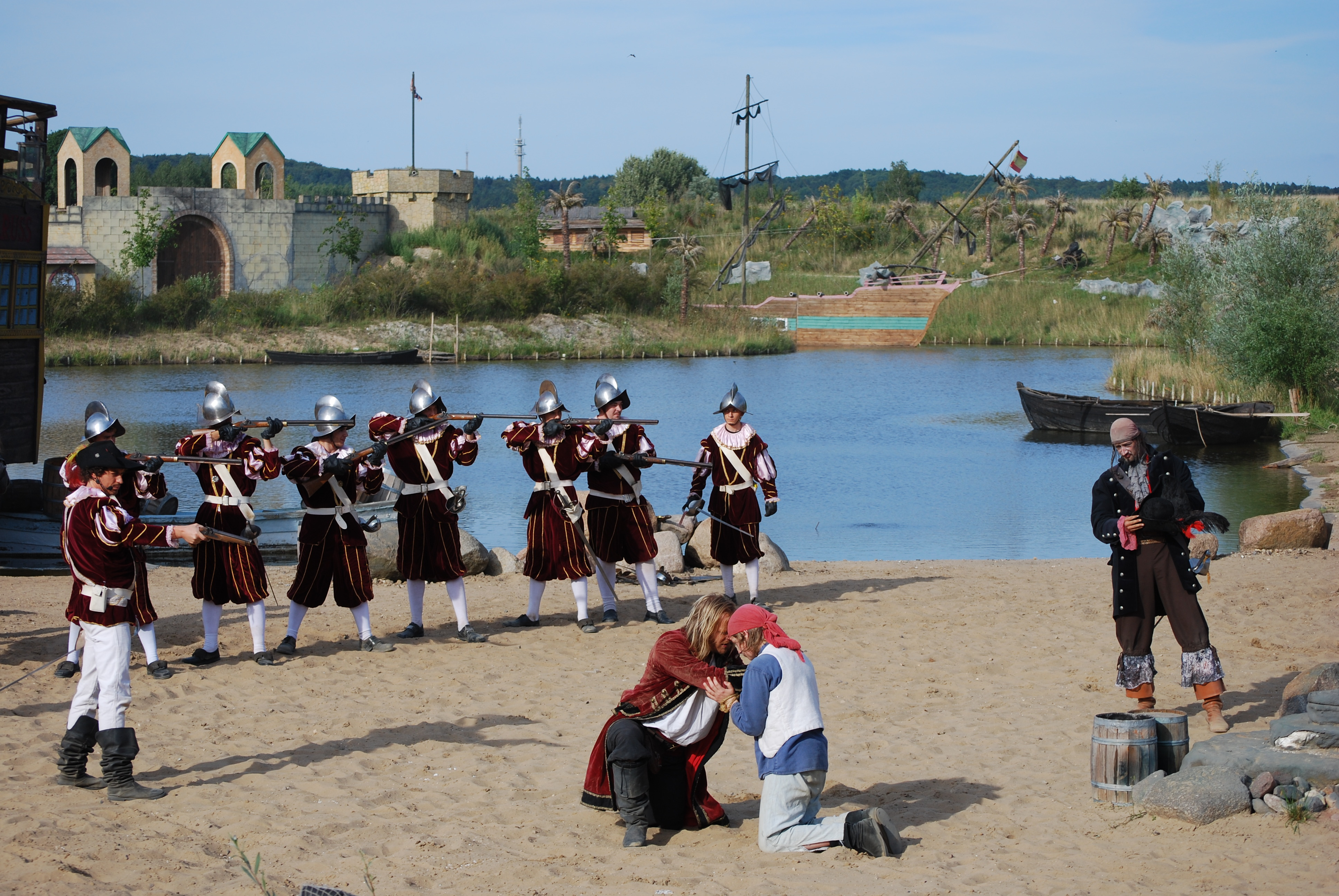
Szene aus Im Auftrag der Krone
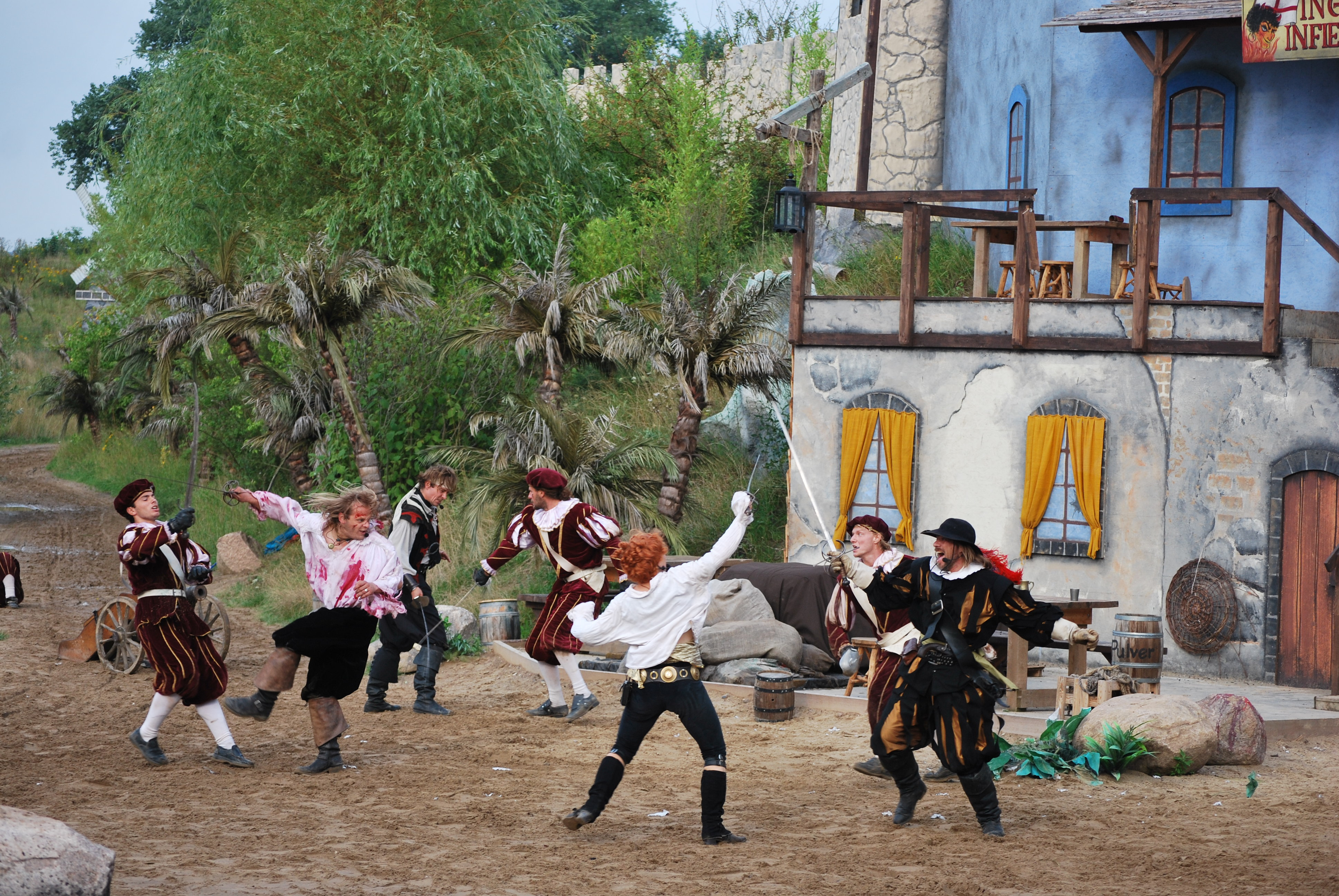
Szene aus Piraten vor Cartagena
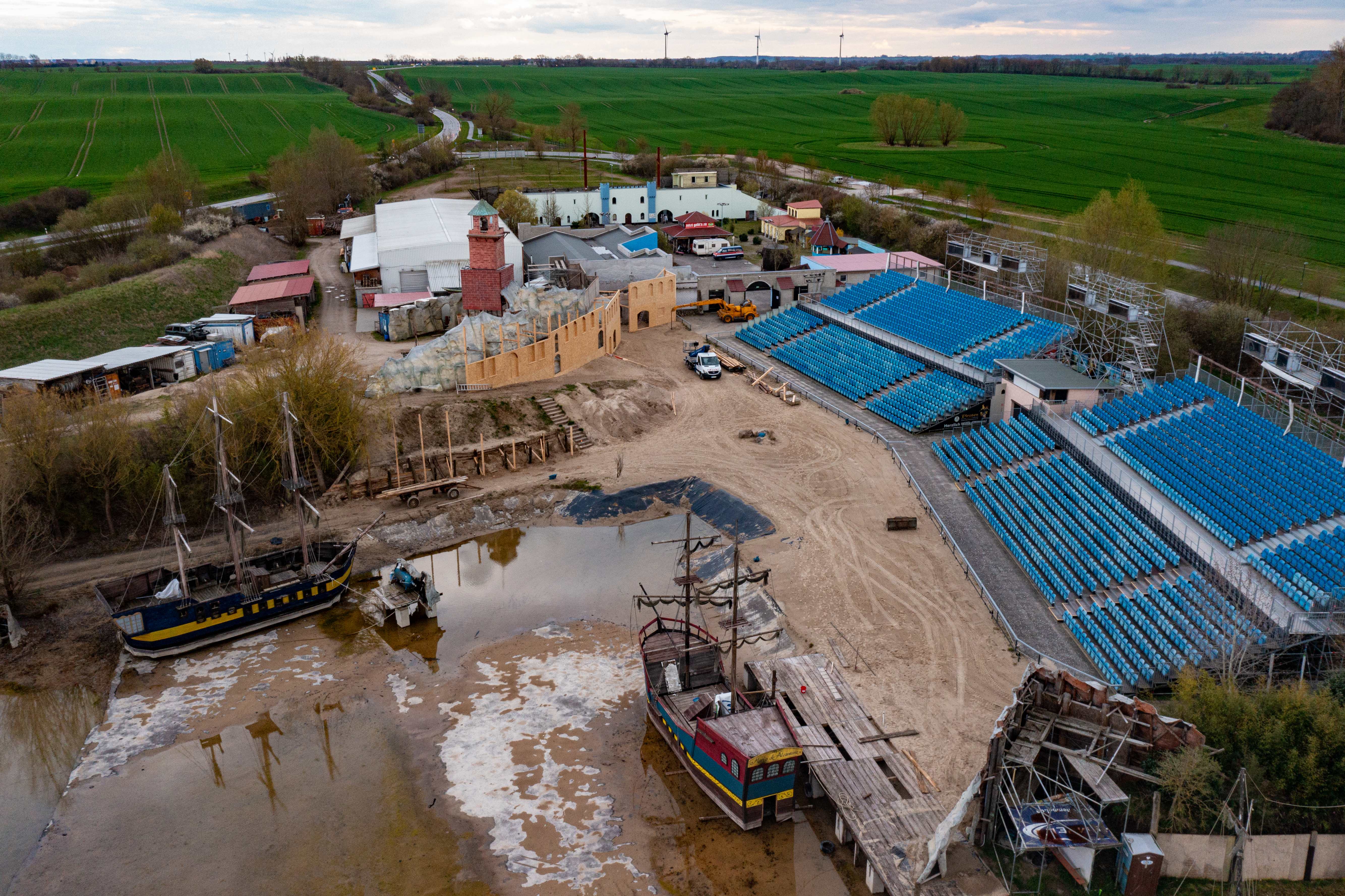
Vorbereitungen vor der Spielsaison 2023